# Sekundice
Sekundice je v katolické církvi (lat. secunda missa – druhá mše) název mše slavené knězem při padesátém výročí vysvěcení na kněze. Termín také znamená jakoukoliv oslavu týkající dnu jubilea „zlatého“ kněžství (50. výročí svěcení) nebo samotného výročí.